# 고교 우량아
"고교 우량아"는 1977년에 개봉한 대한민국의 영화이다.

## 캐스팅
- 이승현: 승현 역
- 강주희: 주희 역
- 진유영: 삼육 역
- 김정훈: 정훈 역
- 이동진
- 하명중: 승현의 매형 역
- 정윤희: 승현의 누나 역
- 김민규
- 문미봉
- 김진해
- 이승렬
- 정승룡
- 이영호
- 이정애
- 김소저
- 임정애
- 곽건